# Сульфат олова(II)
Сульфат олова(II) — неорганическое соединение, соль металла олова и серной кислоты с формулой SnSO4, бесцветные кристаллы, растворимые в воде.

## Получение
- Растворение олова в смеси серной и соляной кислоты[1]:

{\displaystyle {\ce {Sn + H2SO4 ->[{HCl}] SnSO4 + H2}}}
- Растворение олова в подкисленном растворе медного купороса:

{\displaystyle {\mathsf {Sn+CuSO_{4}\ {\xrightarrow {T}}\ SnSO_{4}+Cu\downarrow }}}
- Растворение гидроксида олова в серной кислоте:

{\displaystyle {\mathsf {Sn(OH)_{2}+H_{2}SO_{4}\ {\xrightarrow {}}\ SnSO_{4}+2H_{2}O}}}
- Растворение хлорида олова в серной кислоте:

{\displaystyle {\mathsf {SnCl_{2}+H_{2}SO_{4}\ {\xrightarrow {T}}\ SnSO_{4}+2HCl}}}

## Физические свойства
Сульфат олова(II) образует парамагнитные бесцветные кристаллы, растворимые в воде.

## Химические свойства
- При нагревании разлагается:

{\displaystyle {\mathsf {SnSO_{4}\ {\xrightarrow {>360^{o}C}}\ SnO+SO_{3}\rightleftarrows SnO_{2}+SO_{2}}}}
- Гидролизуется горячей водой:

{\displaystyle {\mathsf {SnSO_{4}+H_{2}O\ \rightleftarrows \ Sn(OH)_{2}\downarrow +H_{2}SO_{4}}}}
- Разлагается щелочами:

{\displaystyle {\mathsf {SnSO_{4}+2NaOH\ {\xrightarrow {}}\ Sn(OH)_{2}\downarrow +Na_{2}SO_{4}}}}
{\displaystyle {\mathsf {SnSO_{4}+3NaOH\ {\xrightarrow {}}\ Na[Sn(OH)_{3}]+Na_{2}SO_{4}}}}
- Медленно окисляется кислородом воздуха:

{\displaystyle {\mathsf {4SnSO_{4}+O_{2}+2H_{2}O\ {\xrightarrow {T}}\ 2SnO_{2}\downarrow +Sn_{2}(OH)_{2}SO_{4}\downarrow +4H_{2}SO_{4}}}}
- С сульфатами щелочных металлов образует комплексные соли:

{\displaystyle {\mathsf {SnSO_{4}+K_{2}SO_{4}\ {\xrightarrow {\ }}K_{2}[Sn(SO_{4})_{2}]}}}
- При нагревании разлагает серную кислоту:

{\displaystyle {\mathsf {SnSO_{4}+2H_{2}SO_{4}\ {\xrightarrow {>130^{o}C}}\ Sn(SO_{4})_{2}+SO_{2}+2H_{2}O}}}
- Окисляется смесью перманганата калия и серной кислоты:

{\displaystyle {\mathsf {5SnSO_{4}+2KMnO_{4}+8H_{2}SO_{4}\ {\xrightarrow {}}\ 5Sn(SO_{4})_{2}+2MnSO_{4}+K_{2}SO_{4}+8H_{2}O}}}